# Deichhorst
Deichhorst ist ein Stadtteil der kreisfreien Stadt Delmenhorst im Oldenburger Land in Niedersachsen. Im Jahr 2010 hatte der Ort 10.755 Einwohner.

## Geografie und Verkehr

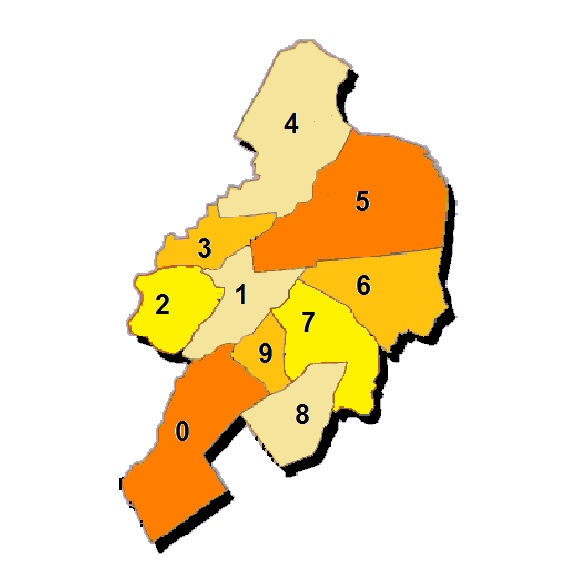
Stadtteile Delmenhorsts; 2 = Deichhorst

Der Stadtteil erstreckt sich im südwestlichen Teil des Stadtgebietes. Südlich verläuft die A 28 mit der Abfahrt Delmenhorst-Deichhorst, südwestlich verläuft B 213.

## Infrastruktur
- Grundschule Deichhorst, Kantstraße 39
- Turnhalle Deichhorst, Kantstraße 40, von 1908
- Realschule Delmenhorst – Standort Holbeinstraße 3
- Gymnasium an der Willmsstraße 3
- Berufsschule BBS II Delmenhorst – Kerschensteiner-Schule, Wiekhorner Heuweg 56–58
- Delme Klinikum Delmenhorst, Wildeshauser Straße 92
- Evangelischer Friedhof Wildeshauser Straße 110 mit Kapelle von 1929
- Katholischer Friedhof Oldenburger Landstraße aus den 1930er Jahren
- Kath. Kirche Allerheiligen (Delmenhorst) von 1964, bis 1971  Garnisonkirche